# 시몬 마르티로샨
시몬 게보르기 마르티로샨(아르메니아어: Սիմոն Գևորգի Մարտիրոսյան, 1997년 2월 17일~)는 아르메니아의 역도 선수이다. 2016년과 2020년 하계 올림픽 남자 헤비급에서 은메달을 획득했으며 세계 역도 선수권 대회에서 금메달 2개, 동메달 1개를 획득했다.